# Raadvad

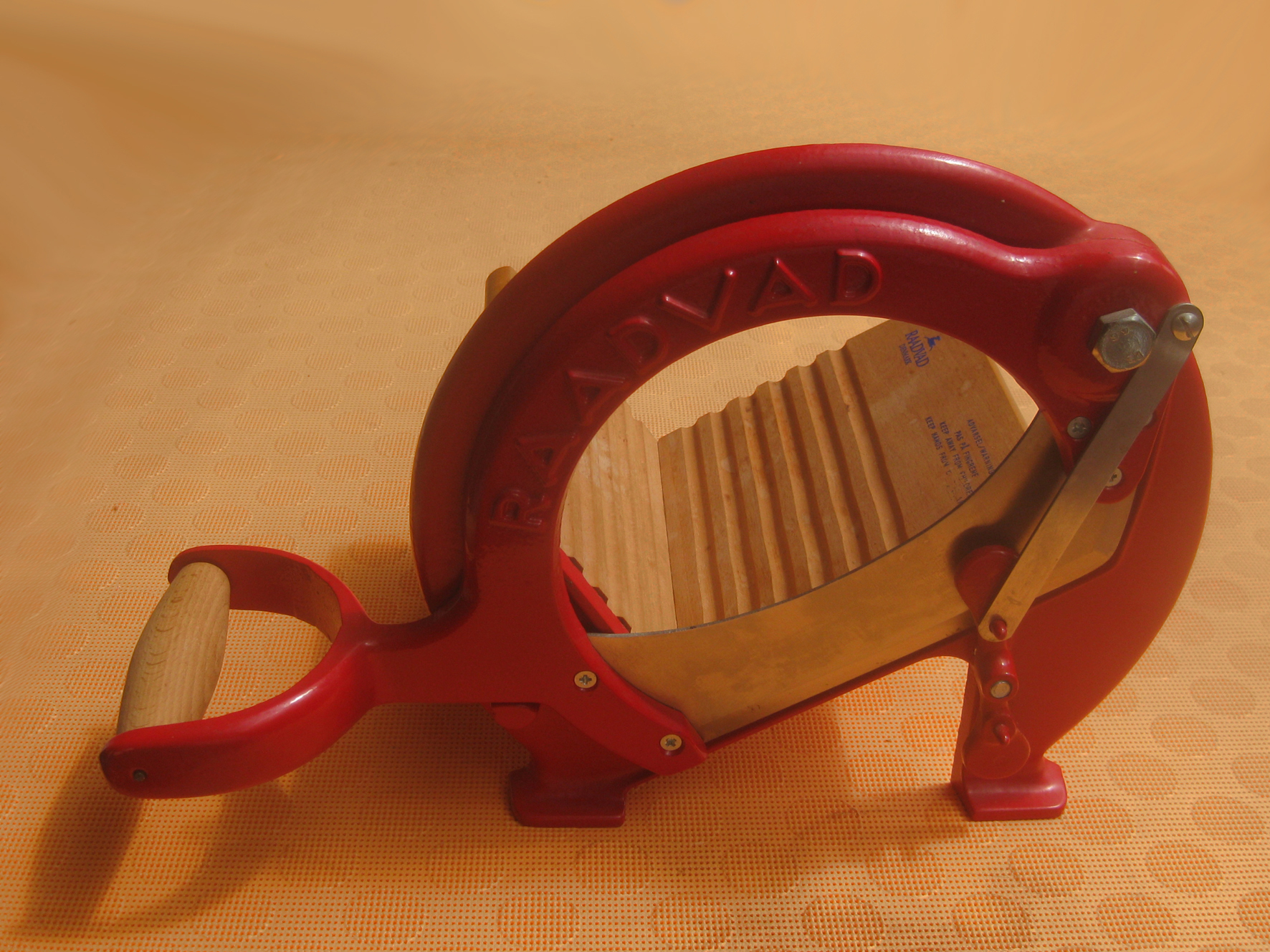
Die zweite Version der Brotschneidemaschine mit Anschlag

Raadvad (dän. Raadvad Knivfabriker engl. Radvad Cutlery Works Ltd.) ist ein dänischer Hersteller von Bestecken und Messern, der heute eine Regionalmarke von Fiskars ist.

## Geschichte
Raadvad wurde 1758 gegründet und fertigte erst Messer und später auch Bestecke. Weltweit bekannt wurde es mit der zweiten Version der Raadvad Brotschneidemaschine im späten 19. und frühen 20. Jahrhundert. 1951 wurde das Unternehmen
dänischer Hoflieferant. Seit der Übernahme durch Fiskars 1994 werden die Produkte zumeist unter dieser Marke exportiert und fast nur noch in Dänemark als Raadvad angeboten. Alle Produktentwürfe stammen von dänischen Designern. Zahlreiche Bestecke kamen in Auswahlen des Dansk Design Center.